# Libpng

libpng es una biblioteca de código para leer o crear imágenes en formato PNG. Es la biblioteca oficial de referencia de dicho formato. Originalmente se denominó pnglib. Está escrita en el lenguaje de programación C y es altamente portátil, pues depende solo de la biblioteca estándar ANSI C y de la biblioteca zlib. Fue desarrollada por Guy Eric Schalnat, Andreas Dilger, Glenn Randers-Pehrson y otros.
Actualmente se encuentra disponible para diversos sistemas operativos, entre ellos Microsoft Windows, Mac OS X, GNU/Linux, FreeBSD, entre otros.
La primera versión de la biblioteca fue lanzada el 1 de mayo de 1995. La última versión estable es la 1.6.16, publicada el 22 de diciembre de 2014.